# 周順昌
周順昌（1584年—1626年），字景文，號蓼洲，南直隸蘇州府吳縣人，明朝政治人物。東林七君子之一，被宦官魏忠賢所害，引發蘇州抗議事件，最後在詔獄中被拷打並殺害。

## 生平
萬曆四十年（1612年）壬子科應天鄉試第一百四名舉人，四十一年（1613年）癸丑科三甲第二十名進士。授福州府推官，任內「政肅民和、豪强屏跡」，升吏部稽勳司主事，天啟三年（1623年）升吏部文選司員外郎，謝絕請託，秉公辦事，為官以來以正直清廉、疾惡如仇而聲名在外。
天啟五年（1625年）前吏科都給事中魏大中被宦官魏忠賢陷害逮捕，途經蘇州吳門時，周順昌親詣其船，要將女兒許配給魏大中之孫。押解囚犯的旗尉趕忙催促上路，周順昌破口大罵：“你不知道世間有不怕死的男子漢？回去告訴魏忠賢，我就是以前的吏部郎周順昌！”魏忠賢銜恨，魏忠賢的義子倪文煥趁機論劾周順昌與魏大中家通婚，並誣告周順昌貪污鉅款而被罷職，但是魏忠賢仍未息怒。
應天巡撫周起元削籍為民，周順昌曾作文送他，文章有斥責魏忠賢之語。天啟六年（1626年）三月魏忠賢假蘇杭織造太監李實誣攀，將周順昌下鎮撫司詔獄。逮捕時激起蘇州人民反感，由於周順昌平日有德於民，上萬民眾上街爭奪周順昌，兩名東廠錦衣衛被當眾打死，後來五位民眾出面頂罪，避免蘇州居民被官府法辦，同被處死。復社領導人張溥《五人墓碑記》就是紀念這五人的作品。
周順昌在詔獄中被錦衣衛許顯純以銅鎚拷打，要求他交出贓款三千兩銀，牙齒盡落，負責拷問的許顯純問道“復能罵魏上公否？”，周順昌將滿口鮮血噴到許顯純臉上，罵聲更厲。六月十七日半夜被許顯純暗中殺害，享年四十三歲。

## 身後
天啟七年（1627年）十一月崇禎帝追究閹黨，魏忠賢畏罪自殺，崇禎元年（1628年）追贈周順昌太常寺卿，諡忠介，蔭其長子周茂蘭。
明末清初戲曲家李玉與葉時章、朱素臣及畢魏等合著《清忠譜》以周順昌反抗魏忠賢而引發蘇州抗議事件而作。

## 著作
善畫墨蘭。著有《燼餘集》。

## 家族
有二子：長子周茂蘭（字子佩）及次子周茂藻（字子潔）同為復社成員。侄女為明末清初醫學家蔣示吉母。